# 송덕역
송덕역(松德驛)은 조선민주주의인민공화국 자강도 화평군 송덕리에 위치했던 북부내륙선의 역이다. 일부 지도에서는 이 역을 송두역(송두驛)으로 표기하기도 한다.